# رحمة خالد
رحمة خالد حسين سباحة وبطلة بارالمبية مصرية، درست بمدرسة الألسن للسياحة والفنادق، قسم خدمات سياحية. أصيبت بمتلازمة داون، إلا أنها تجاوزت هذه المحنة مع والدتها أخصائية التخاطب أمل عطيفة. فبدأت رحمة تدريبات تنمية المهارت والإدرك وجلسات التخاطب وتنمية المهارات الحركية لمدة ثلاث سنوات، إلى أن تم إدخالها مع الأسوياء في مدرسة عادية، مع بعض التركيز والاهتمام من إدارة المدرسة والمدرسين.
أتجهت بعد ذلك إلى النادي في سن الثامنة من عمرها، وكانت أول بطولة لها عام 2009، حين تأهلت لتمثيل مصر في بطولة الألعاب الأقليمية التاسعة، التي أُقيمت في سوريا، وحصلت على أربع ميداليات: 2 ذهب 1 فضة و1 برونزية. وفي عامي 2010 و2011، حصلت علي المركز الأول في بطولة السباحة للأولمبياد، وبطولة الجمهورية عام 2010.